# مونوپولی (بازی)
مونوپولی (به انگلیسی: Monopoly) که در ایران به نام ایروپولی و روپولی هم شناخته می‌شود، یک بازی صفحه‌ای چند نفره با تم اقتصادی است. در این بازی، بازیکنان دو تاس (یا یک تاس قرمز ویژه) می‌ریزند تا در صفحه بازی حرکت کنند، ملک بخرند و معامله کنند و آنها را با خانه‌ها و هتل‌ها توسعه دهند. بازیکنان اجاره بها را از حریفان خود جمع‌آوری می‌کنند و هدفشان ورشکستگی آنهاست. همچنین می‌توان از طریق کارت‌های شانس و صندوق اجتماعی و مربع‌های مالیاتی پول به دست آورد یا از دست داد. بازیکنان هر بار که از «برو» عبور می‌کنند، حقوق دریافت می‌کنند و می‌توانند به زندان بروند و تا زمانی که یکی از سه شرط را برآورده نکنند، نمی‌توانند از آنجا حرکت کنند. قوانین خانه، صدها نسخه مختلف، بسیاری از نسخه‌های فرعی و رسانه‌های مرتبط وجود دارد.
واژه مونوپولی از دو واژ منو (به یونانی: mono، به مفهوم تنها) و پولی (به یونانی: poly، به مفهوم فروش) ساخته شده است؛ منوپولی در واژه به معنای انحصارگری یا انحصارطلبی است. موضوع بازی مونوپولی تلاش بازیکن‌ها برای در دست گرفتن انحصاری خانه‌های خاص در زمین بازی است. به نظر می‌رسد از سال ۱۹۳۵ تاکنون بیش از ۷۵۰ میلیون نفر بازی مونوپولی را انجام داده باشند.تحقیقات انجام شده نشان داده است که بازی مونوپولی می‌تواند هوش اقتصادی بازیکن را به مقدار قابل توجهی بالا ببرد.